# 豊松町
豊松町（とよまつちょう）は、愛知県豊田市の地名。

## 地理

### 交通
- 愛知県道360号坂上大内線
- 愛知県道361号坂上花沢線

### 施設
- 教恩寺
- 信光寺
- 豊松神社

1965年（昭和40年）、各集落の7社を合祀し成立。
- 葵護謨工業本社
- 豊松区民館

### 字一覧
- 足助道（あすけみち）[WEB 6]
- 石亀（いしがめ）[WEB 6]
- 石田（いしだ）[WEB 6]
- 井戸ノ上（いどのうえ）[WEB 6]
- 犬石（いぬいし）[WEB 6]
- 伊與洞（いよぼら）[WEB 6]
- ウシロ畑（うしろばた）[WEB 6]
- 後山（うしろやま）[WEB 6]
- 榎ケ入（えのきがいり）[WEB 6]
- 大坪（おおつぼ）[WEB 6]
- 大西（おおにし）[WEB 6]
- 大日向（おおひむき）[WEB 6]
- 大平（おおひら）[WEB 6]
- ヲブク田（おぶくだ）[WEB 6]
- 柿ノ下（かきのした）[WEB 6]
- カヅタ（かづた）[WEB 6]
- 上城坂（かみじようざか）[WEB 6]
- 上八神戸（かみやがみと）[WEB 6]
- 上屋敷（かみやしき）[WEB 6]
- ガンギ（がんぎ）[WEB 6]
- キサ田（きさだ）[WEB 6]
- 北田（きただ）[WEB 6]
- 狐塚（きつねづか）[WEB 6]
- 久古畑（くごばた）[WEB 6]
- 楠（くす）[WEB 6]
- 毛無（けなし）[WEB 6]
- コゾレ（こぞれ）[WEB 6]
- 小玉石（こだまいし）[WEB 6]
- 斯曲（このまがり）[WEB 6]
- 郷渡（ごうど）[WEB 6]
- 澤尻（さわじり）[WEB 6]
- 三舛蒔（さんじようまき）[WEB 6]
- 椎木（しいのき）[WEB 6]
- 重石（しげいし）[WEB 6]
- 清水ケ入（しみずがいり）[WEB 6]
- 下切（しもぎり）[WEB 6]
- 下城坂（しもじようざか）[WEB 6]
- 下矢落（しもやおとし）[WEB 6]
- 下八神戸（しもやがみと）[WEB 6]
- 城坂（しろざか）[WEB 6]
- 神明下（しんめいした）[WEB 6]
- 助平（すけへい）[WEB 6]
- 膳棚（ぜんだな）[WEB 6]
- 高蔵（たかくら）[WEB 6]
- 滝ノ上（たきのうえ）[WEB 6]
- 滝ノ口（たきのくち）[WEB 6]
- 竹ノ下（たけのした）[WEB 6]
- タコイチ（たこいち）[WEB 6]
- ツガ（つが）[WEB 6]
- ツハヤキ（つはやき）[WEB 6]
- 椿ケ入（つばきがいり）[WEB 6]
- 寺下（てらした）[WEB 6]
- トゝロ（ととろ）[WEB 6]
- トモ（とも）[WEB 6]
- 道金洞（どうきんぼら）[WEB 6]
- 道切（どうぎり）[WEB 6]
- 仲田（なかだ）[WEB 6]
- 中畑（なかばた）[WEB 6]
- 永入（ながいり）[WEB 6]
- 西ケ入（にしがいり）[WEB 6]
- 西ケ洞（にしがぼら）[WEB 6]
- 西ノ入（にしのいり）[WEB 6]
- 乗越（のりごえ）[WEB 6]
- 羽明道（はあすみち）[WEB 6]
- ハキノタハ（はきのたは）[WEB 6]
- 東洞（ひがしぼら）[WEB 6]
- 人見（ひとみ）[WEB 6]
- 日向（ひよも）[WEB 6]
- ヒロミ（ひろみ）[WEB 6]
- ビヤ松（びやまつ）[WEB 6]
- 富士塚（ふじつか）[WEB 6]
- 棒坂（ぼうざか）[WEB 6]
- 洞（ぼら）[WEB 6]
- 松下（まつした）[WEB 6]
- 松葉沢（まつばさわ）[WEB 6]
- 松原（まつばら）[WEB 6]
- 丸山（まるやま）[WEB 6]
- 水ハミ（みずはみ）[WEB 6]
- 宮川（みやがわ）[WEB 6]
- 宮下（みやした）[WEB 6]
- 宮前（みやまえ）[WEB 6]
- 向田（むかいだ）[WEB 6]
- 向田下（むかいだした）[WEB 6]
- 矢落（やおとし）[WEB 6]
- 八ケ入（やがいり）[WEB 6]
- ヤゲ（やげ）[WEB 6]
- 家下（やした）[WEB 6]
- ヤナイ（やない）[WEB 6]
- ヤノミ（やのみ）[WEB 6]
- 柚ノ木（ゆずのき）[WEB 6]
- 横山（よこやま）[WEB 6]

## 歴史

### 沿革
- 1962年（昭和37年） - 東加茂郡松平町椿木・歌石・大田・茅原・羽明・大津・二口により、同町大字豊松が成立[1]。
- 1973年（昭和48年） - 豊田市豊松町となる[1]。

### 人口の変遷
国勢調査による人口および世帯数の推移。
| 1995年（平成7年）  | 94世帯 419人  |  |
| 2000年（平成12年） | 97世帯 386人  |  |
| 2005年（平成17年） | 94世帯 358人  |  |
| 2010年（平成22年） | 95世帯 341人  |  |
| 2015年（平成27年） | 105世帯 346人 |  |
| 2020年（令和2年）  | 102世帯 311人 |  |

### WEB
1. 1 2  総務省統計局 (2022年2月10日). “令和2年国勢調査の調査結果(e-Stat) - 男女別人口，外国人人口及び世帯数－町丁・字等” (CSV). 2023年8月2日閲覧。
2. ↑  “愛知県豊田市の町丁・字一覧”.   人口統計ラボ. 2024年2月26日閲覧。
3. ↑  “読み仮名データの促音・拗音を小書きで表記するもの(zip形式) 愛知県” (zip).   日本郵便 (2024年2月29日). 2024年3月26日閲覧。
4. ↑  “市外局番の一覧” (PDF).   総務省 (2022年3月1日). 2022年3月22日閲覧。
5. ↑  “ナンバープレートについて”.   一般社団法人愛知県自動車会議所. 2024年1月21日閲覧。
6. 1 2 3 4 5 6 7 8 9 10 11 12 13 14 15 16 17 18 19 20 21 22 23 24 25 26 27 28 29 30 31 32 33 34 35 36 37 38 39 40 41 42 43 44 45 46 47 48 49 50 51 52 53 54 55 56 57 58 59 60 61 62 63 64 65 66 67 68 69 70 71 72 73 74 75 76 77 78 79 80 81 82 83 84 85 86 87 88 89 90 91  “愛知県豊田市豊松町の住所一覧”.   ゼンリン. 2024年10月12日閲覧。
7. ↑  総務省統計局 (2014年3月28日). “平成7年国勢調査の調査結果(e-Stat) - 男女別人口及び世帯数 －町丁・字等” (CSV). 2021年7月20日閲覧。
8. ↑  総務省統計局 (2014年5月30日). “平成12年国勢調査の調査結果(e-Stat) - 男女別人口及び世帯数 －町丁・字等” (CSV). 2021年7月20日閲覧。
9. ↑  総務省統計局 (2014年6月27日). “平成17年国勢調査の調査結果(e-Stat) - 男女別人口及び世帯数 －町丁・字等” (CSV). 2021年7月21日閲覧。
10. ↑  総務省統計局 (2012年1月20日). “平成22年国勢調査の調査結果(e-Stat) - 男女別人口及び世帯数 －町丁・字等” (CSV). 2021年7月21日閲覧。
11. ↑  総務省統計局 (2017年1月27日). “平成27年国勢調査の調査結果(e-Stat) - 男女別人口及び世帯数 －町丁・字等” (CSV). 2021年7月21日閲覧。

### 書籍
1. 1 2 3  「角川日本地名大辞典」編纂委員会 1989, p. 915.